# Archidiecezja Beira
Archidiecezja Beira (łac. Archidiœcesis Beirensis) – archidiecezja rzymskokatolicka w Mozambiku. Powstała 4 września 1940. Podniesiona do rangi archidiecezji 4 czerwca 1984. Od 19 listopada 1990 w obecnym kształcie terytorialnym.

## Główne świątynie
- Archikatedra: Archikatedra Matki Bożej Różańcowej w Beirze

## Biskupi diecezjalni
- Arcybiskupi
  - Abp Claudio Dalla Zuanna SCJ (2012 – obecnie)
  - Abp Jaime Pedro Gonçalves (1984 – 2012)
- Biskupi
  - Abp Jaime Pedro Gonçalves (1976 – 1984)
  - Bp Ernesto Gonçalves Costa OFM (1974 – 1976)
  - Bp Altino Ribeiro de Santana (1972 – 1973)
  - Bp Manuel Ferreira Cabral (1967 – 1971)
  - Bp Sebastião Soares de Resende (1943 – 1967)